# Будівля редакції газети «Приазовський край»

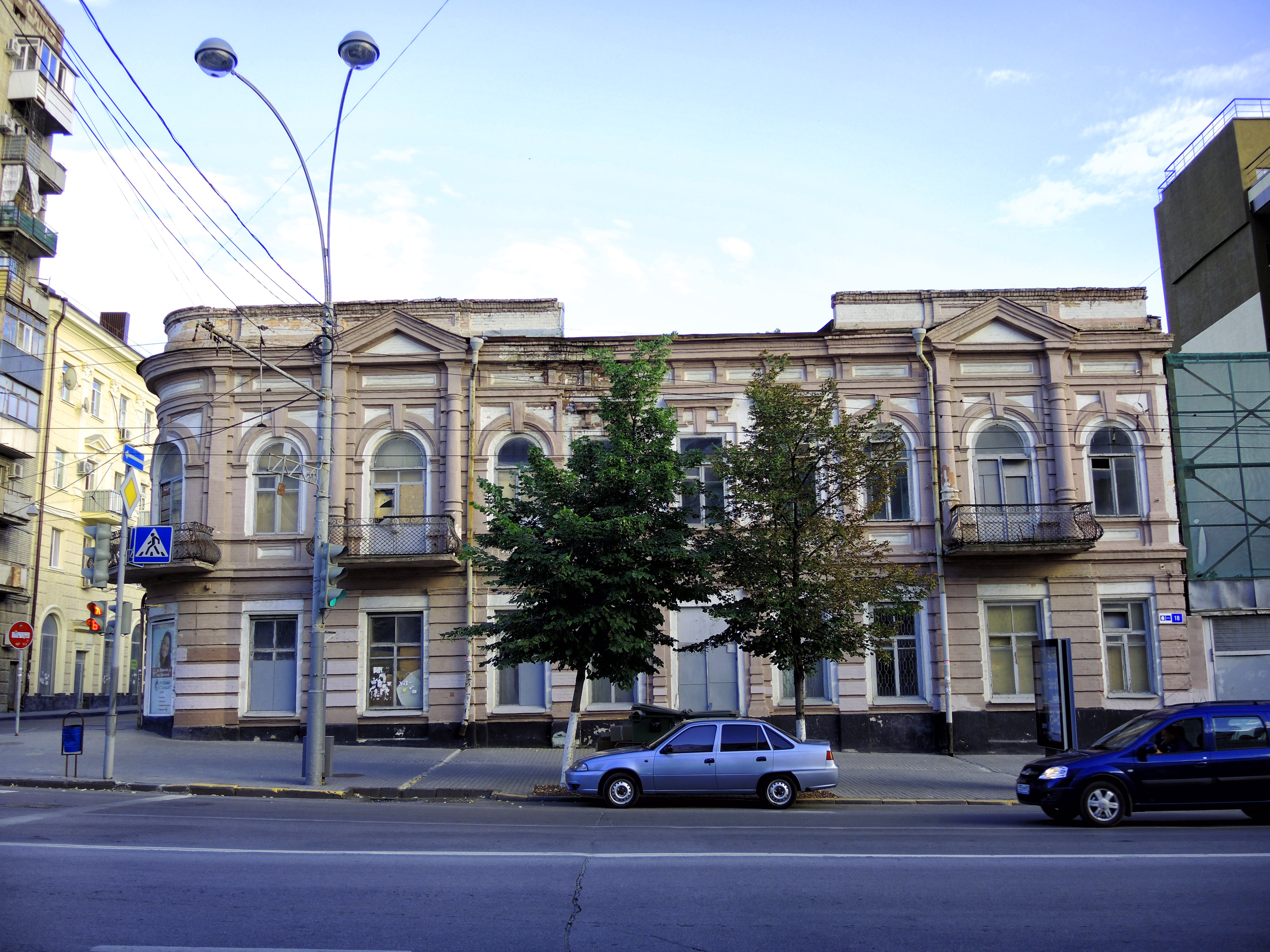

Будівля редакції газети «Приазовський край» (рос. Здание редакции газеты «Приазовский край») — будівля в Ростові-на-Дону, розташоване на Великій Садовій вулиці (будинок 18/31). До жовтневого перевороту тут розміщувалася редакція газети «Приазовський край» («Приазовский край»). Будівля має статус об'єкта культурної спадщини регіонального значення.

## Історія
Будівля була побудована в кінці 1880-х років. У 1890-х роках у ньому розмістилася редакція газети «Приазовський край». Після приходу радянської влади будинок було націоналізовано. В кінці 2000-х років будинок перебував на балансі Адміністрації Ростова і не експлуатувалося.

## Архітектура
Будівля редакції газети «Приазовський край» розташовано на розі Великої Садової вулиці і Братського провулка. Споруда прямокутна в плані з внутрішнім двором-колодязем. Має коридорну систему планування з одностороннім розташуванням приміщень.
Цегляна будівля редакції має два поверхи і скатний дах. В оформленні фасадів присутні елементи класицизму. Єдину композицію будівлі визначають форма і розміри віконних прорізів, раскреповки і аттик. Перший поверх рустований. Парадний вхід з боку Великої Садової вулиці виділено пілястрами. Вікна другого поверху оформлено порталами з трикутними фронтонами. Балкони мають вигнуті металеві огорожі. В оформленні фасаду використані архівольти, декоративні замки і сандрики.

## Меморіальні дошки
На фасаді будівлі встановлено дві меморіальні дошки. Текст меморіальної дошки, встановленої у 1968 році свідчить:
| Ліві лапки | Тут в редакції газети «Приазовський край» в 1896—1898 рр. працював письменник Серафимович (Попов) Олександр Серафимович (1863—1949) | Праві лапки |

У 1978 році на фасаді була встановлена друга меморіальна дошка з текстом:
| Ліві лапки | Тут в редакції газети «Приазовський край» в 1893—1895 рр. працював письменник Свірський Олексій Іванович (1865—1942) | Праві лапки |